# .org
.org este un domeniu de internet de nivel superior, pentru organizații non profit și de caritate, acum nerestricționat.